# Cabo Mondego
El cabo Mondego (en portugués Cabo Mondego) es un cabo de la costa Atlántica de Portugal, situado en el parte central del país.
Se encuentra en el borde occidental de la sierra da Boa Viagem, tres kilómetros al norte de la ciudad de Figueira da Foz y de la desembocadura del río que le da nombre, el río Mondego. Cortado a pique y con numerosos acantilados, tiene unos cuarenta metros de altura. Está situado cerca del faro de Cabo Mondego, de quince metros de alto, destinado al apoyo de la navegación marítima. Desde el punto de vista geológico, este cabo tiene un alto valor científico, como es reconocido mundialmente, siendo clasificado como Monumento Natural por el Decreto Regulamentar n.º 82/2007, de 3 de octubre.

## Estratotipo de la base del Bajociense
En los afloramientos rocosos de la costa, a unos dos kilómetros al norte del cabo, en la denominada sección de Murtinheira, la Unión Internacional de Ciencias Geológicas ha establecido la sección y punto de estratotipo de límite global de la base del piso Bajociense (datado en 170,3±1,4 millones de años), segundo del Jurásico Medio, referente mundial para esta unidad cronoestratigráfica de la escala temporal geológica.